# Județul Neamț
Județul Neamț este un județ în regiunea Moldova, în nord-estul României, la limita dintre Carpații Orientali și Podișul Moldovei și se întinde foarte puțin și în partea de N-V a Transilvaniei, cuprinzând comuna Bicaz-Chei. Este cunoscut mai ales pentru frumusețea Masivului Ceahlău, a lacului de acumulare (numit Izvorul Muntelui) de pe râul Bistrița al cărui baraj se situează în partea de vest a orașului Bicaz, cât și a peisajului în general, a mănăstirilor (Agapia, Neamț, Secu, Sihăstria, Văratec etc.), a rezervațiilor naturale (Parcul național Ceahlău, Codrii de aramă, Codrii de argint, Rezervația de zimbri, etc.), a cetăților (Cetatea Neamțului). Reședința județului este municipiul Piatra Neamț. Suprafața județului este de 5.890 km pătrați. Principalele cursuri de apă: Moldova, Siret (între Doljești și Secuieni), Bistrița (între Broșteni și Buhuși), Bistricioara, Bicaz, Cracău, Tarcău, Ozana (numit și Neamțu) și pârâul Cuejd- care traversează municipiul Piatra Neamț; principalele lacuri: Izvoru Muntelui, Pângărați, Vaduri și Bâtca Doamnei (lacuri de interes hidroenergetic). Altitudine maximă: Vf. Ocolașu Mare (M. Ceahlău) 1.907 metri.
Componența etnică a Județului Neamț
     Români (94,14%)
     Romi (0,73%)
     Necunoscută (5,03%)

## Vecini
Județele învecinate sunt Harghita la vest, Suceava la nord, Iași și Vaslui la est și Bacău la sud.

## Demografia
Județul Neamț - evoluția demografică

|  | Graficele sunt indisponibile din cauza unor probleme tehnice. Mai multe informații se găsesc la Phabricator și la wiki-ul MediaWiki. |

Date: Recensăminte sau birourile de statistică - grafică realizată de Wikipedia

Populația la diferite recensământuri: 
- 1930:    311.113 loc.
- 1948:    357.348 loc.
- 1956:    419.950 loc.
- 1966:    470.206 loc.
- 1972:    523.501 loc.
- 2002:    554.516 loc.
- 2011:    470.766 loc.[1]
- 2021:    454203 loc

## Politică
Județul Neamț este administrat de un consiliu județean format din 34 consilieri. În urma alegerilor locale din 2024, consiliul a fost condus de Vasilică Daniel Harpa de la PSD, iar componența politică a Consiliului este următoarea:
|  | Partid                          | Consilieri | Componența Consiliului | Componența Consiliului | Componența Consiliului | Componența Consiliului | Componența Consiliului | Componența Consiliului | Componența Consiliului | Componența Consiliului | Componența Consiliului | Componența Consiliului | Componența Consiliului | Componența Consiliului | Componența Consiliului | Componența Consiliului | Componența Consiliului | Componența Consiliului |
|  | ------------------------------- | ---------- | ---------------------- | ---------------------- | ---------------------- | ---------------------- | ---------------------- | ---------------------- | ---------------------- | ---------------------- | ---------------------- | ---------------------- | ---------------------- | ---------------------- | ---------------------- | ---------------------- | ---------------------- | ---------------------- |
|  | Partidul Social Democrat        | 16         |                        |                        |                        |                        |                        |                        |                        |                        |                        |                        |                        |                        |                        |                        |                        |                        |
|  | Partidul Național Liberal       | 14         |                        |                        |                        |                        |                        |                        |                        |                        |                        |                        |                        |                        |                        |                        |                        |                        |
|  | Alianța pentru Unirea Românilor | 4          |                        |                        |                        |                        |                        |                        |                        |                        |                        |                        |                        |                        |                        |                        |                        |                        |

## Diviziuni administrative
Județul este format din 83 unități administrativ-teritoriale: 2 municipii, 3 orașe și 78 de comune.
Lista de mai jos conține unitățile administrativ-teritoriale din județul Neamț.
| Stemă              | Nume               | Tip de localitate            | Populație          | Imagine            |
| Municipii și orașe | Municipii și orașe | Municipii și orașe           | Municipii și orașe | Municipii și orașe |
| ------------------ | ------------------ | ---------------------------- | ------------------ | ------------------ |
|                    | Piatra Neamț       | municipiu reședință de județ | 85.055             |                    |
|                    | Roman              | municipiu                    | 50.713             |                    |
|                    | Bicaz              | oraș                         | 8.626              |                    |
|                    | Roznov             | oraș                         | 8.593              |                    |
|                    | Târgu Neamț        | oraș                         | 18.695             |                    |
| Comune             |                    |                              |                    |                    |
|                    | Agapia             | comună                       | 3.893              |                    |
|                    | Alexandru cel Bun  | comună                       | 4.876              |                    |
|                    | Bahna              | comună                       | 3.174              |                    |
|                    | Bicaz-Chei         | comună                       | 4.089              |                    |
|                    | Bicazu Ardelean    | comună                       | 4.030              |                    |
|                    | Bodești            | comună                       | 4.472              |                    |
|                    | Boghicea           | comună                       | 2.376              |                    |
|                    | Borca              | comună                       | 6.148              |                    |
|                    | Borlești           | comună                       | 6.938              |                    |
|                    | Botești            | comună                       | 4.989              |                    |
|                    | Bozieni            | comună                       | 2.716              |                    |
|                    | Brusturi           | comună                       | 3.852              |                    |
|                    | Bâra               | comună                       | 1.680              |                    |
|                    | Bârgăuani          | comună                       | 3.505              |                    |
|                    | Bălțătești         | comună                       | 4.102              |                    |
|                    | Ceahlău            | comună                       | 2.180              |                    |
|                    | Cordun             | comună                       | 6.333              |                    |
|                    | Costișa            | comună                       | 2.883              |                    |
|                    | Crăcăoani          | comună                       | 3.944              |                    |
|                    | Cândești           | comună                       | 3.232              |                    |
|                    | Dobreni            | comună                       | 1.842              |                    |
|                    | Dochia             | comună                       | 2.187              |                    |
|                    | Doljești           | comună                       | 7.220              |                    |
|                    | Dragomirești       | comună                       | 2.231              |                    |
|                    | Drăgănești         | comună                       | 1.389              |                    |
|                    | Dulcești           | comună                       | 2.293              |                    |
|                    | Dumbrava Roșie     | comună                       | 6.759              |                    |
|                    | Dămuc              | comună                       | 2.761              |                    |
|                    | Farcașa            | comună                       | 2.866              |                    |
|                    | Făurei             | comună                       | 1.987              |                    |
|                    | Gherăești          | comună                       | 4.854              |                    |
|                    | Ghindăoani         | comună                       | 1.849              |                    |
|                    | Girov              | comună                       | 4.645              |                    |
|                    | Grințieș           | comună                       | 2.213              |                    |
|                    | Grumăzești         | comună                       | 5.182              |                    |
|                    | Gâdinți            | comună                       | 1.983              |                    |
|                    | Gârcina            | comună                       | 4.336              |                    |
|                    | Hangu              | comună                       | 3.619              |                    |
|                    | Horia              | comună                       | 5.826              |                    |
|                    | Icușești           | comună                       | 3.952              |                    |
|                    | Ion Creangă        | comună                       | 5.001              |                    |
|                    | Moldoveni          | comună                       | 2.207              |                    |
|                    | Mărgineni          | comună                       | 3.253              |                    |
|                    | Negrești           | comună                       | 1.632              |                    |
|                    | Oniceni            | comună                       | 3.388              |                    |
|                    | Petricani          | comună                       | 5.286              |                    |
|                    | Piatra Șoimului    | comună                       | 5.587              |                    |
|                    | Pipirig            | comună                       | 8.372              |                    |
|                    | Podoleni           | comună                       | 4.196              |                    |
|                    | Poiana Teiului     | comună                       | 4.451              |                    |
|                    | Poienari           | comună                       | 1.453              |                    |
|                    | Pâncești           | comună                       | 1.350              |                    |
|                    | Pângărați          | comună                       | 4.672              |                    |
|                    | Păstrăveni         | comună                       | 3.595              |                    |
|                    | Rediu              | comună                       | 4.247              |                    |
|                    | Români             | comună                       | 3.939              |                    |
|                    | Ruginoasa          | comună                       | 1.782              |                    |
|                    | Răucești           | comună                       | 7.781              |                    |
|                    | Războieni          | comună                       | 2.272              |                    |
|                    | Sagna              | comună                       | 3.883              |                    |
|                    | Secuieni           | comună                       | 2.967              |                    |
|                    | Stănița            | comună                       | 1.966              |                    |
|                    | Săbăoani           | comună                       | 9.901              |                    |
|                    | Săvinești          | comună                       | 6.333              |                    |
|                    | Tarcău             | comună                       | 3.062              |                    |
|                    | Tazlău             | comună                       | 2.224              |                    |
|                    | Tașca              | comună                       | 2.235              |                    |
|                    | Timișești          | comună                       | 3.492              |                    |
|                    | Trifești           | comună                       | 4.551              |                    |
|                    | Tupilați           | comună                       | 2.186              |                    |
|                    | Tămășeni           | comună                       | 6.493              |                    |
|                    | Urecheni           | comună                       | 3.343              |                    |
|                    | Valea Ursului      | comună                       | 3.874              |                    |
|                    | Vânători-Neamț     | comună                       | 7.595              |                    |
|                    | Văleni             | comună                       | 1.380              |                    |
|                    | Zănești            | comună                       | 4.902              |                    |
|                    | Ștefan cel Mare    | comună                       | 3.024              |                    |
|                    | Țibucani           | comună                       | 3.886              |                    |